# 洋庄站
洋庄站是一个峰福线上的铁路车站，位于福建省武夷山市洋庄乡，建于1998年，目前为五等站，邮政编码为354312。目前客运：办理旅客乘降；行李、包裹托运；货运：办理整车货物发到。